# Marcus Cornelius Fronto
Marcus Cornelius Fronto, född 100 i provinsen Africa, död 170, var en romersk retoriker och författare.
Fronto förvärvade sig anseende och rikedom i Rom under kejsarna Hadrianus (117–138) och Antoninus Pius (138–161) som sakförare och lärare i vältalighet, blev utsedd att uppfostra de unga Marcus Aurelius och Lucius Verus och var konsul 142. 
Han avled under Marcus Aurelius kejsartid (161–180). Fronto prisades av sina samtida som en vältalare och författare av första rangen, och en hel skola uppstod efter honom. De av hans skrifter, som finns i behåll (upptäckta 1815), särskilt hans brev, ger inte bekräftelse åt samtidens starka lovord. Han tog sina mönster från den avlägsna forntiden och sökte efter arkaiska uttryck och vändningar.